# 瑰瑪·甘甘妮
聖瑰瑪·甘甘妮（1878年3月12日—1903年4月11日）是一名意大利女神秘家，自1940年起被羅馬天主教會尊奉為聖人。她被稱為“基督受难的女兒”（Daughter of Passion），因為她十分尊敬基督受難，並將自己奉獻作贖罪的犧牲。

## 早年生活

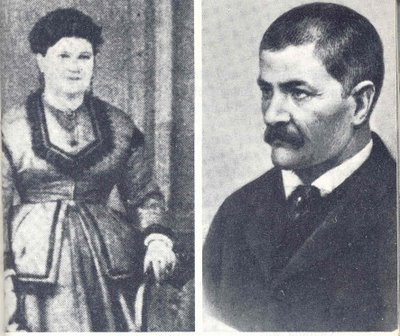
瑰瑪的父母

瑰瑪·甘甘妮於1878年3月12日生於意大利卡潘諾裡的 Borgo Nuovo 附近的一個小村莊，本名瑪利亞·瑰瑪·翁貝塔·庇亞·甘甘妮（Maria Gemma Umberta Pia Galgani）瑰瑪在家中八個孩子中排行第五，她的父親Enrico Galgani，是一名相當成功的藥劑師。Gemma在意大利語中的意思是“寶石”，起名時她的母親擔心這不是一個聖人的名字，但一位神父朋友安慰她說，也許孩子將來有一天要成為“天國的瑰寶”。
瑰瑪出生後不久，他們舉家遷往托斯卡纳的盧卡，以便孩子們接受更好的教育。瑰瑪的母親Aurelia Galgani在這一時期感染了結核。因此，兩歲半的瑰瑪被送入修女辦的學校，在那裡她被認定是一名天資聰穎的孩子。
期間家中多位親人離世。家中最大的孩子Carlo很早就去世了。瑰瑪的母親與1885年9月17日因結核病離開了這個大家庭。其後，她最喜愛的哥哥Gino，在攻讀神學期間也因患結核病而去世，她的妹妹Giulia也早早得去世了。經歷了這些變故，年幼的瑰瑪把渴望寄託在天上，牢記母親教給她的天主的道理。

## 教育
之後瑰瑪進入聖齊達女修會辦的半寄宿學校學習。她成績優異，在法語、算術、音樂方面尤為優秀。老師和同學們都喜歡她，她文靜自守，但對每個人常常獻上微笑，性格開朗活潑，情感奔放又能自製。在九歲時，她初領聖體，稍後她在日記裡寫道：“……我實在難以形容那一陣子在耶穌和我之間發生了什麼，我真的那麼強烈地感覺到耶穌在我的靈魂裡，我確確實實嚐到了天上的神樂和地上的大不一樣，我竭力渴望和我的天主永遠結合在一起。”由於她罹患慢性病，臨畢業前不得不離開學校。
1897年的冬天，瑰瑪的父親也離開了人世。由於她的父親生前為人慷慨，把錢大量得供給了急需的人，他的資金出現了問題。父親走後，19歲的瑰瑪成了一家之主，照顧餘下的弟弟妹妹。對於父親的死，瑰瑪最傷感，然而她還不能表露出悲傷的心境，她還得承受當債主拿走父親出殯後家中留下的僅有的一些東西之後的苦況，儘管如此，她表現得很沉著。等到弟弟妹妹們長大些能承擔家務的時候，她到姑母Carolina家住了一段時間。那時候，她拒絕了兩個人的求婚，更多地祈禱，同天主會晤。
瑰瑪對於窮人非常憐愛，她一出去就有許多窮人跟著她，求她幫助，她只要能行就從家裡拿東西給他們，後來她窮得實在沒有辦法，她就給他們友情。她擦乾他們的淚水，安慰他們，一點也不顧自己。

## 擴展閱讀
- Germanus, Venerable Father. . Illinois: Tan Books and Publishers, Inc. 2000. ISBN 978-0895556691.
- Orsi, Robert A. "Two Aspects of One Life" in Between Heaven and Earth: The Religious Worlds People Make and the Scholars Who Study Them. Princeton University Press, 2005, 110–45.
- . Lucca, Italy: Monastero-Santuario Saint Gemma.

## 外部連結
- St. Gemma Galgani （页面存档备份，存于）
- Sito del Santuario di S. Gemma （页面存档备份，存于）
- Sito francese dedicato a S. Gemma （页面存档备份，存于）
- Santuario di Santa Gemma a Barcellona （页面存档备份，存于）
- Coro Santuario di Santa Gemma a Barcellona
- La vita di Santa Gemma